# Fiberbeton
Fiberbeton anvendes på dansk som betegnelse for Glasfiberarmeret Beton. Produktet er også kendt som GRC på britisk engelsk og GRFC på US-engelsk.
Produktet er kendt over hele verden med forskellige navne som Composite Ciment Verre eller CCV, Fiber Beton, Fiber Takviyeli Beton og Glasfaserbeton eller GFB .
Fiberbeton (GRC) er et materiale, som i dag anvendes i byggebranchen verden over.
Fiberbeton er ikke det samme som fibercement. 
Beton, som er armeret med andre typer af fibre end glasfibre, omtales visse steder også som fiberbeton. De mest anvendte fibermaterialer i beton er cellulosefibre, stålfibre af forskellig stålkvalitet, rustfri stålfibre, polypropylen eller plastfibre, acryl, kulfibre, naturfibre og glasfibre. Hver især har disse fibertyper forskellig udformning og egenskaber, og den pågældende fiberbeton anvendes derfor med vidt forskellige formål for øje.
Fiberbeton (med glasfiberarmering) anvendes hovedsageligt i facadepaneler til udvendige sider af bygninger som arkitektonisk præfabrikeret beton. Glasfibre som armering anvendes primært for at opnå højere bøje- og trækstyrke, for at imødegå og mindske svindrevner eller højne brandsikkerheden.
Den internationale brancheorganisation i Europa, Mellemøsten og Asien for fiberbeton hedder GRCA.

## Indledning
Glasfiberarmeret beton (fiberbeton) er et kompositmateriale bestående af en mørtel af hydraulisk portlandcement og et fint aggregat (tilslag) forstærket med alkali-resistente glasfibre. 	
Inden for denne brede definition er der variationer af mulige i blandingsbestanddele og proportioner og fremstillingsmetoder.	
Egenskaberne for fiberbeton afhænger af en bred vifte af variabler. Disse omfatter metode til fremstilling, blandingsformulering, fiberprodukttype, længde og orientering af fibre, mv. 
Det mest almindelige er cementforhold til tilslag på op til 1: 1, 2-5% alkaliresistente glasfibre og fremstillet af spray- og pre-mix metode.
Fiberbeton har været anvendt i Danmark siden starten af 1980’erne.
Der er tre hovedmetoder til fremstilling af fiberbeton; (i) Spray-mix, hvor glasfibrene og betonblandingen sprøjtes samtidigt på en støbeform, hvor der løbende og efterfølgende komprimeres med ruller, (ii) Pre-mix, hvor glasfibrene forskåret er omrørt i betonblandingen før den tilføres støbeformen og (iii) Sprayed Pre-mix, hvor en pre-mix-blanding sprøjtes på en form.

## Egenskaber
Fiberbeton indeholder alkali-resistente glasfibre, som skal indlejres i en betonmatrix. På denne måde beholder både fibre og matrixen sine fysiske og kemiske egenskaber, samtidig med at de giver en kombination af egenskaber, som ikke kan opnås med nogen af komponenterne alene. Den beton der omgiver glasfibrene holder fibrene på de ønskede steder og med den ønskede orientering.
Fiberarmeringen giver et produkt med en høj grad af sejhed (en stor brudforlængelse*) og en mindre godstykkelse end traditionelle betonelementer. Det muliggør byggeelementer med mindre dimensioner som tillader besparelser ved håndtering, opbevaring, transport og installation i forhold til traditionelle betonprodukter. 
Fiberbeton har normalt et relativt tyndt tværsnit, med tykkelse som regel i området 10 mm til 15 mm. Dette giver en lav komponentvægt, der mindsker belastningen på bygningens strukturelle komponenter, hvilket gør bygningskonstruktionen mere økonomisk ved nybyg og gør det egnet til renovering.
Fiberbeton anvendes primært til facadebeklædninger og andre vægtmæssigt relativt lette elementer, som altanplader m.m. Fiberbeton anvendes også til bl.a. armering af pengeskabe, industrigulve, vandrender, forskellige slags fundering. Desuden anvendes fiberbeton til fliser, bordplader, møbler mv. 
Fiberbeton er lavet af uorganiske materialer, og kan derfor ikke brænde og har ubetydelige røgemissioner.  Fiberbeton er korrosionsbestandigt, vandtæt og har en god kemisk modstand og vil ikke rådne.  

## Glasfibrene
De første fibre gav en dårlig holdbarhed, da cementens alkalitet (basisk) reagerer med silicaen i glasset og nedbryder det.  I 1970'erne blev alkali-resistente glasfibre kommercialiseret.   Alkali modstand opnås ved at tilsætte zirconium til glasset. Jo højere zirconiumindhold er, desto bedre modstandsdygtighed over for alkaliangreb. De første fibre til beton blev udviklet og markedsført af Pilkington. 
Et kendt alternativ til skåret glasfiberarmering er glasfibermåtter. 

## Historisk
Fiberbeton blev introduceret i 1969.
Danmark var de første der ud fra en kommerciel ide arbejdede med glasfibre i beton Magnus Holm og Ole Brandt. Magnus Holm stiftede og drev Magnus Holm A/S frem til 2017, hvor virksomheden blev opkøbt af Confac A/S. Ole Brandt blev i 1970'erne bidt af ideen, om at bygge en sejlbåd udelukkende med sand, vand, cement og fibre. Ole Brandt stiftede og drev BB fiberbeton A/S, der  i dag er en af de førende fiberbetonproducenter i Europa.
Normer for fiberbetonelementer og fibercementmaterialer
DS/EN 1994-1-1 gælder for kompositkonstruktioner og bygningsdele. Den opfylder krav til principper og krav til sikkerhed og anvendelse af konstruktioner på grundlag af de regler som er givet i EN 1990. 
EN 1169 og EN 1170 (1-8) gælder for glasfiberarmeret beton.
Den internationale brancheorganisation GRCA har på baggrund af nævnte eurocodes udarbejdet en specifikation for produktion og krav til egenskaberne. GRCA har en kontrolordning for at højne kvaliteten hos sine medlemmer. Ordningen indebærer en certificering af medlemmer, som kan søge om en godkendelse af produktionen og dermed opnå status af ”Full Member”.

## Miljøvenlighed
Hovedbestanddelene i fiberbeton er baseret på de naturligt forekommende jordoxider, der anvendes til fremstilling af cement- og glasfibre. Disse betragtes ikke generelt som forurenende stoffer. Vaskevand fra fremstillingsprocessen indeholder cement, og dette er alkalisk. Det er derfor normalt, at fabrikker har afregningsbeholdere, så der ikke sættes faste stoffer i afløbssystemet.
Den reducerede vægt af fiberbeton i forhold til stålarmerede betonprodukter giver visse miljømæssige fordele. En vurdering foretaget som led i et DETIT / Concrete Industry Alliance PIT-projekt har sammenlignet et stålarmeret betonprodukt og et fiberbetonprodukt, der opfylder samme funktion. Resultaterne viste, at fiberbeton har en lavere miljøpåvirkning. Hovedårsagerne er et samlet reduceret cementforbrug pr. produkt og reducerede transportomkostninger.
Bygningsrenoveringen af højhusene i Sorgenfrivang II (2015-2018) udført af NCC og fiberbetonelementer produceret af BB fiberbeton, som omfatter total facadeudskiftning til fiberbeton, er den første renovering i Danmark, der har fået en guld-DGNB-certificering.